# Brusylivský rajón
Brusylivský rajón (ukrajinsky Брусилівський район) byl rajón v Žytomyrské oblasti na Ukrajině. Hlavním městem byla Baranivka a rajón měl přibližně 15 tisíc obyvatel. 

## Sídla v rajónu
- Brusyliv